# Kronika Wincentego Kadłubka

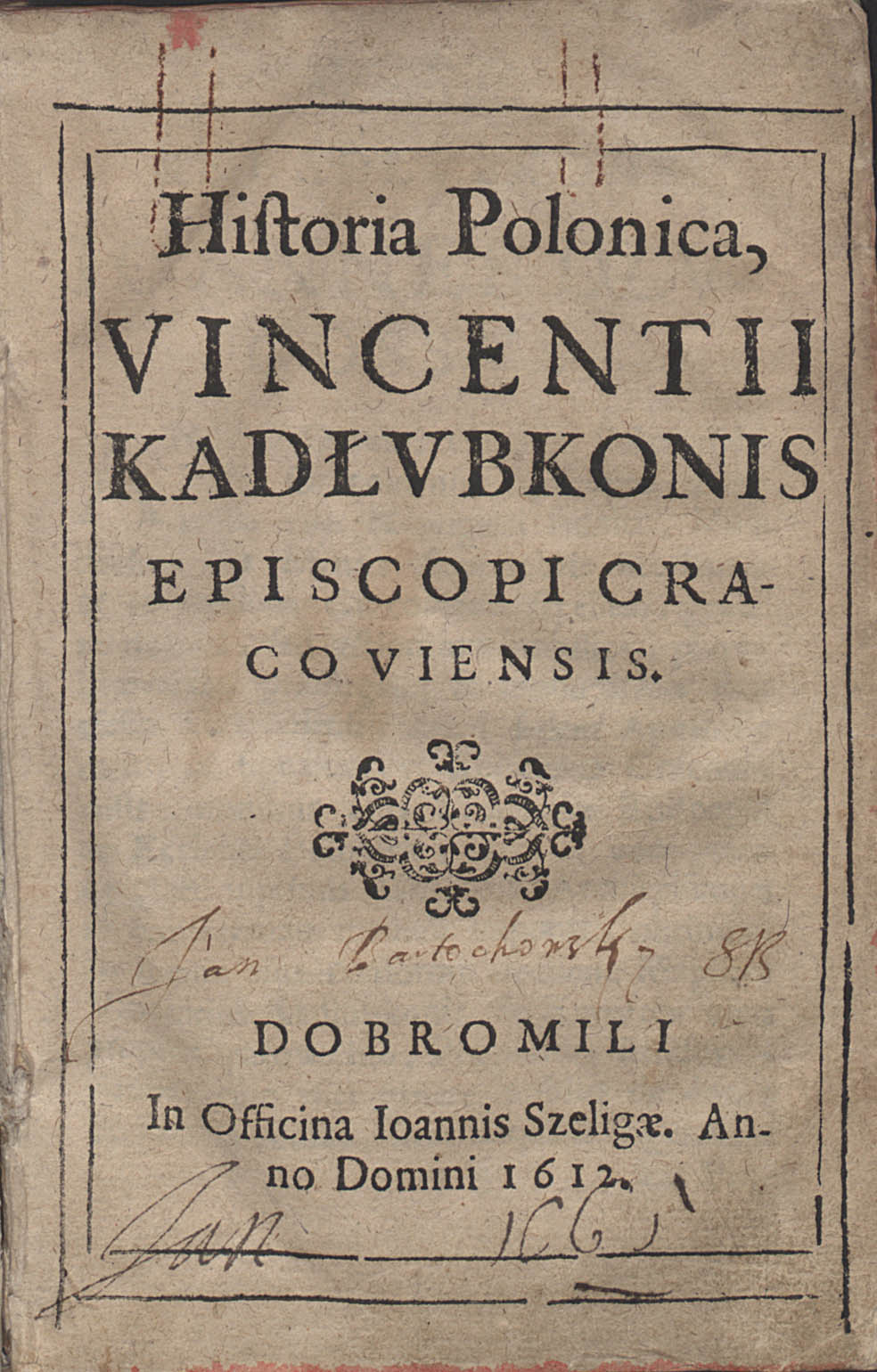
Pierwsza strona wydania Historii Polski z 1612 r.

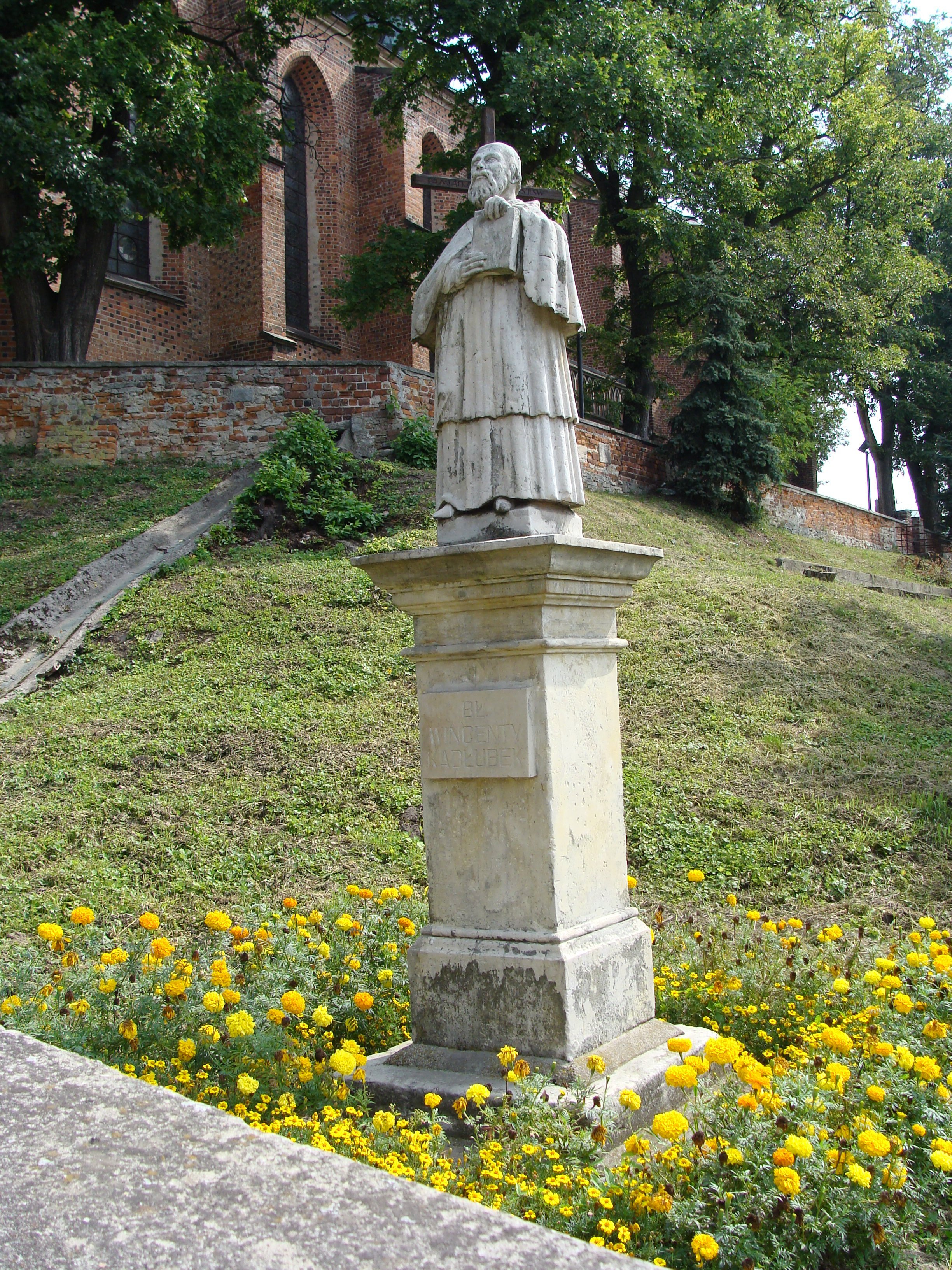
Wincenty Kadłubek ze swoją kroniką. Wzgórze katedralne w Sandomierzu

Kronika Polski (łac. Historia Polonica) – kronika historii Polski, obejmująca jej dzieje od czasów pradawnych po rok 1202. Została spisana przez Wincentego Kadłubka na polecenie księcia Kazimierza II Sprawiedliwego.
Dzieło to, liczące cztery księgi, zostało napisane po łacinie i obok Kroniki... Galla Anonima stanowi główne źródło wiedzy o historii Polski do końca XII w. W pierwszej księdze kroniki wątki dziejów Polski przeplatają się z dziejami legendarnymi i historią starożytną. W celu osiągnięcia efektów estetycznych lub moralnych autor swobodnie przeinaczał w niej fakty.
Wincenty Kadłubek rozpoczął swą pracę pisarską najprawdopodobniej w 1190 roku i trwała ona jeszcze z pewnością w 1205 roku (w IV księdze można znaleźć informacje dotyczące bitwy pod Zawichostem, która rozegrała się 19 czerwca 1205 roku), a została przerwana w 1208 roku, kiedy Kadłubek objął godność biskupa krakowskiego.
Kronika została wydana (po łacinie) po raz pierwszy w roku 1612, wydanie polskojęzyczne natomiast pochodzi z 1862 roku.

## Autor
Autorem Kroniki polskiej był Wincenty, pod koniec XIII wieku określany tytułem mistrza. W latach 1208–1218 był on biskupem krakowskim, po czym zrezygnował z tej godności i zamieszkał w klasztorze Cystersów w Jędrzejowie, gdzie zmarł w 1223 roku. Po śmierci cieszył się lokalnym kultem, lecz dopiero w 1764 roku został beatyfikowany.
Według Mariana Plezi są to prawie wszystkie pewne dane, jakie możemy przytoczyć z jego życiorysu. Brygida Kürbis uważa jednak, że o życiu drugiego polskiego kronikarza wiemy więcej, dzięki temu, że był biskupem krakowskim, uczestniczył w wystawianiu dokumentów w charakterze świadka lub wydawcy.
Źródła średniowieczne dosyć lakoniczne wspominały postać Wincentego. Istnieje o nim krótka zapiska nekrologiczna w Kalendarzu katedry krakowskiej. Podobnie rzecz się ma ze wzmianką w Roczniku kapituły krakowskiej i Katalogu biskupów krakowskich. Inne wzmianki znajdują się w Kronice wielkopolskiej i bulli papieża Innocentego III z 1208 roku. Są to niemal wszystkie współczesne źródła wspominające mistrza Wincentego. W samej Kronice... imię Wincenty występuje w trzech miejscach, w rozdziałach 4, 17 i 13. Nie znamy dokładnej daty urodzenia mistrza Wincentego. W dokumencie z 1189 roku określany był tytułem mistrza, czyli nauczyciela. Musiał mieć wówczas przynajmniej 30 lat. Przypuszcza się więc, że Wincenty urodził się między 1150 a 1160 rokiem. Imię Wincenty było popularne po sprowadzeniu relikwii św. Wincentego do Wrocławia w 1145 roku. Przynależność rodowa kronikarza jest również kwestią hipotez. Jan Długosz zaliczał go do rodu Różyców, Brygida Kürbis za krewnego Lisów lub Łabędziów. W swoim dziele Wincenty nie podaje o tym wiadomości.
Tradycja z czasów przed Długoszem (Nekrolog jędrzejowski) podaje, że Kadłubek urodził się w Kargowie pod Stopnicą; natomiast według Jana Długosza i akt beatyfikacyjnych w Karwowie niedaleko Opatowa.
Posiadanie przez rodzinę Wincentego dóbr ziemskich pozwala stwierdzić badaczom, że pochodził ze znacznego rodu rycerskiego. Nie jest jasne pochodzenie przydomka biskupa Wincentego – Kadłubek. Wincenty nie był znany z nazwą Kadłubek za życia, lecz dopiero po śmierci. Nazwa Kadłubek pochodzi według badaczy od imienia lub przezwiska ojca późniejszego biskupa, które miało brzmieć Kadłub; ewentualnie był to przydomek od nazwy miejscowej. Edukację Wincenty odbył poza krajem zapewne w Bolonii we Włoszech bądź w Paryżu we Francji, a być może w obydwu ośrodkach podobnie jak biskup Iwo Odrowąż. W roku 1189 przebywał już w Polsce w środowisku duchowieństwa krakowskiego.
Dokładna funkcja, jaką miał sprawować w tamtym okresie pozostaje w kręgu hipotez - możliwe, że był pracownikiem kancelarii książęcej, lub scholastykiem kapituły krakowskiej. Nic też nie wiadomo o zaangażowaniu politycznym mistrza Wincentego w okresie panowania tak lubianego przez niego w jego dziele Kazimierza Sprawiedliwego (do 1194 roku) czy za początków panowania jego syna Leszka Białego. Postać Wincentego pojawia się dopiero w 1208 roku, kiedy to został wybrany biskupem krakowskim. Był to pierwszy wybór w Polsce biskupa przez kapitułę, zgodnie z ideałami reformy kościelnej wprowadzanej na ziemiach polskich przez arcybiskupa Kietlicza. Elektorzy jednak podzielili się głosami w sprawie kandydatury i głos należał do papieża Innocentego III, który bullą z 28 marca 1208 roku zatwierdził Wincentego jako biskupa krakowskiego.
O jego dziesięciu latach rządów nad diecezją nie wiadomo wiele. Był wówczas drugim dostojnikiem Kościoła w Polsce po arcybiskupie gnieźnieńskim. Dokumenty przekazały wiadomości o jego udziale w wielu zjazdach kościelnych: w 1210 roku w Borzykowie, w 1212 roku w Mstowie, jak i też w Mąkolnie, w 1214 roku w Wolborzu na synodzie prowincjonalnym. Biskup Wincenty znajduje się też na liście uczestników IV soboru laterańskiego, który odbył się w 1215 roku i był soborem powszechnym. Podczas swoich rządów biskup Wincenty prowadził też działalność fundacyjną. Już wcześniej nadał on dwie wsie Czerników i Gojców pod Opatowem, opactwu Cystersów w Sulejowie. Podarował też Cystersom z Koprzywnicy wieś Niekisałkę. Nadania te świadczyły o dużych względach dla Cystersów, jak i też o stosunkach rodzinnych Wincentego. Wszystkie nadane bowiem wsie były położone blisko jego rodzinnych włości lub też należały do jego ojcowizny. Biskup Wincenty wystawiał też dokumenty dla wielu kościołów w tym rejonie, rozstrzygając przy tym spory o prawo patronatu, dziesięciny, darowizny.
Nic nie wiadomo o powodach rezygnacji Wincentego ze stolicy biskupiej w Krakowie. Istnieje wiele hipotez na ten temat. Zrezygnował on z funkcji biskupa i osiadł jako zakonnik w klasztorze Cystersów w Jędrzejowie. Kalendarz katedry krakowskiej podaje jako datę jego śmierci 8 marca 1223 roku. Pochowany został w konwencie, przed wielkim ołtarzem. 26 kwietnia 1633 roku odnaleziono jego miejsce pochówku i przeniesiono jego zwłoki spod posadzki kościoła do jego ściany. Rok później na synodzie prowincjonalnym w Warszawie polski episkopat wyniósł Wincentego jako kandydata na błogosławionego i wysłał w tej sprawie pismo do Stolicy Apostolskiej. Dopiero w 1680 roku wszczęto proces beatyfikacyjny, który toczył się z przerwami i wielkimi trudnościami. Kult Wincentego jako błogosławionego ogłoszono dopiero 18 lutego 1764 roku przez papieża Klemensa XIII.

## Miejsce powstania źródła
Wincenty zwany Kadłubkiem zapisał się w historii głównie jako drugi kronikarz dziejów ojczystych poprzez swoje jedyne dzieło Kronikę polską. Nie jest to jednak kronika we właściwym tego słowa znaczeniu, jako że nie zawiera całego właściwego jej szkieletu chronologicznego. Nie ma w niej ani jednej daty rocznej, występują tylko sporadycznie daty dzienne. Jest to podobnie jak dzieło Galla Anonima rodzaj dziejopisarstwa wieków średnich określanych jako „gesta”. Tradycyjne przekonanie, że to klasztory były najczęściej miejscami, w których kompilowano kroniki, zaważyło na przekonaniu badaczy, że ostateczna redakcja dzieła dokonała się w klasztorze w Jędrzejowie po roku 1218, choć skala tej redakcji jest przedmiotem dyskusji wśród badaczy - niektórzy twierdzą, że Kadłubek dopisał w Jędrzejowie jedynie czwartą księgę kroniki, inni zaś, że to właśnie tam powstała cała kronika. Pewną poszlaką w tym zakresie jest również fakt, iż to w Jędrzejowie przechowywano średniowieczny rękopis, który do XVIII wieku uchodził za autograf samego mistrza Wincentego. Później okazało się jednak, że był to rękopis N2 o wiele późniejszy, a na pewno nie autograf czy oryginał dzieła biskupa krakowskiego. Powstanie kroniki badacze widzą w inicjatywie Kazimierza Sprawiedliwego (prolog 4, 1–2). Autor zwraca się do władcy trzy razy imiennie słowami (rozdział 4, 11 i 12): „uides ergo, Kazimire”. Wskazuje to na zwrot do osoby żyjącej – zapewne inicjatora napisania dzieła.

## Czas powstania źródła
Czas powstania źródła jest kwestią sporną, jako że nie dostarcza nam ono zbyt wielu wskazówek. Nie dysponujemy też innymi zewnętrznymi poszlakami pozwalającymi na określenie czasu powstania źródła. Tekst dzieła urywa się na wydarzeniach roku 1202, choć warto zwrócić uwagę, że dzieło było kontynuowane jeszcze po roku 1205, o czym świadczą wzmianki w rozdziałach 4, 24 i 19. Wspomniany już zwrot: „uides ergo, Kazimire” wskazujący na osobę żyjącą, świadczy o tym, że kronika została zaczęta jeszcze za życia Kazimierza Sprawiedliwego, czyli przed rokiem 1194. Zapewne po wyborze na biskupa krakowskiego w 1208 roku, autor nie miał czasu na jej kontynuowanie i dokończył ją po ustąpieniu z tego stanowiska. Pewne jest natomiast, że dzieła swego Kadłubek nie ukończył i rozstał się z nim wraz ze swoją śmiercią w 1223 roku.

## Autentyczność i stan zachowania źródła
Tradycja rękopiśmienna dzieła Wincentego Kadłubka jest dosyć bogata. Niemiecki badacz H. Zeissberg znał 49 rękopisów. W tym samym czasie August Bielowski znał ich tylko 31. Z kolei pod koniec dwudziestego wieku Marian Plezia powoływał się już tylko na 29 rękopisów. Bezpowrotnie przepadły dwa rękopisy. Należały one do czasów powstania listopadowego do zbiorów Warszawskiego Towarzystwa Naukowego i Biblioteki Uniwersytetu Warszawskiego. Po 1831 roku zagarnęli je Rosjanie i wywieźli do Petersburga podobnie jak wiele innych rękopisów polskich, gdzie były przechowywane w Cesarskiej Bibliotece Publicznej. Na mocy traktatu ryskiego zostały rewindykowane i w latach dwudziestych XX wieku wróciły do Polski, do Biblioteki Narodowej w Warszawie. Ich sygnatury z Petersburga to: O vel. IV 2 i Lat. Q chart. I 91. W 1944 roku podobnie jak wiele innych cennych zbiorów, zostały spalone przez Niemców po powstaniu warszawskim. W połowie XIX wieku przepadł też jeden z rękopisów Muczkowskiego, być może nie bezpowrotnie i leży gdzieś nierozpoznany. 30 znanych dziś rękopisów dzieli się na 12 grup według ich miejsca przechowywania. Konieczne wydaje się w tym miejscu krótkie omówienie każdego z nich. Oznaczenia są podane za M. Plezią i w nawiasie za A. Bielowskim. Informacja oprócz oznaczenia dotyczy, gdzie dany rękopis jest przechowywany, na jakim materiale został napisany, kiedy i gdzie oraz jego sygnatura.

### Rękopisy[13]
Rękopisy Baworowskich – Biblioteka Narodowa w Warszawie
- B1 (XX), sygn. Baw.34 (dawniej Hist.30), papierowy, XVII w.
- B2 (VII), sygn. Baw.29 (dawniej Hist.31), papierowy, 1450 w Krakowie.
- B3 (VIII), sygn. Baw.35 (dawniej Hist.32), papierowy, 1435–1436 w Krakowie.

Rękopisy Czartoryskich – Biblioteka Czartoryskich w Krakowie
- C1 (XXVII), sygn. 1312, papierowy, 1435–1436 w Krakowie.
- C2 (XXVI), sygn. 1313, papierowy, 1481 w Lublinie.
- C3 (XXIV), sygn. 1315, papierowy, 1449–1451 w Krakowie.
- C4 (XXVIII), sygn. 1316, papierowy, 1467 w Łowiczu.
- C5 (XXV), sygn. 1317, papierowy, 1446 Kraków (?).
- C6 (VII), sygn. 1318, papierowy, 1450 w Krakowie.

Rękopis Działyńskich – Biblioteka PAN w Kórniku
- D (III), sygn. 183, papierowy, 1455 w Krakowie.

Rękopisy Wiedeńskie – Österreichische National Bibliothek w Wiedniu
- E (II), sygn. 480, pergaminowy, XIV w. w Poznaniu (?)
- F (I), sygn. 3416, papierowy, 1480 prawdopodobnie poza Polską.

Rękopisy Jagiellońskie – Biblioteka Jagiellońska w Krakowie
- J1 (IV), sygn. 228, papierowy, 1437 w Mogilnie.
- J2 (XVI), sygn. 2196, papierowy, 1451–1459 w Opatowcu.
- J3 (XI), sygn. 2569, papierowy, 1462 w Krakowie.
- J4 (XII), sygn. 2570, papierowy, 1455 w Krakowie.
- J5 (XIII), sygn. 2571, papierowy (?).
- J6 (XIV), sygn. 2572, papierowy, 1451 w Krakowie (?).
- J7 (XV), sygn. 2573, papierowy, 1469–1471 w Poznaniu lub w Krakowie.
- J8 (XVII), sygn. 2574, papierowy, 1435–1436 w Krakowie.

Rękopisy Kapitulne – Archiwum i Biblioteka Krakowskiej Kapituły Katedralnej w Krakowie
- K1 (XVIII), sygn. 218, papierowy, 1446 w Krakowie.
- K2 (XIX), sygn. 221, papierowy, ok. 1471 w Sandomierzu.

Rękopis Muczkowskiego – Biblioteka Śląska w Katowicach
- M (XXI), sygn. R 142 III, papierowy, 1440.

Rękopisy Biblioteki Narodowej w Warszawie
- N1 (IX), sygn. 3002 (wcześniej IV 3941, w Petersburgu Lat. F chart. IV 9), papierowy, 1434 w Krakowie.
- N2 (VI), sygn. 3376 (w Petersburgu Q chart. IV 2), papierowy, 1456 w Krakowie.

Rękopis Paulinów – Biblioteka klasztoru na Jasnej Górze
- P (nieznany Bielowskiemu, odkryty po 1945 roku), sygn. II 26 (dawniej 654), papierowy, ok. 1442.

Rękopis Rhedigera – Biblioteka Uniwersytecka we Wrocławiu
- R (XXIII), sygn. R 290, papierowy, ok. 1441 w Krakowie.

Rękopis Tarnowskich z Dzikowa – Biblioteka Jagiellońska
- T (V), sygn. 149/53 (dawniej P 2 N 9), papierowy, 1477.

Rękopis Zamoyskich – Biblioteka Narodowa w Warszawie
- Z (X), sygn. BOZ cim.73, papierowy, 1435–1436 w Krakowie.

Do tych istniejących rękopisów należy dodać dwa wyciągi zawierających wyciągi z Kroniki... Kadłubka. Jest to rękopis z Biblioteki Ossolineum we Wrocławiu, sygn. 156/III, papierowy, z lat 40.–50. XV wieku. Drugi rękopis to rękopis Biblioteki Jagiellońskiej, sygn. 5230, papierowy, z 1447 z Lublina. Wyżej wymienione rękopisy można podzielić jeszcze na dwie grupy. Do pierwszej należy: 26 rękopisów powstałych w Krakowie w latach 1434–1481. Wszystkie do tekstu źródła dołączony mają komentarz mistrza Jana z Dąbrówki. Ich powstanie łączy się z powstaniem i objaśnianiem tego źródła w ówczesnych szkołach polskich. Drugą rodzinę rękopisów stanowią dwa rękopisy z Wiednia (E i F). Rękopis E jest najstarszym dzisiaj istniejącym rękopisem dzieła Kadłubka.

## Zawartość kroniki
Całość dzieła została poprzedzona przez autora prologiem. Jest to utwór niezwykle charakterystyczny dla współczesnych tendencji exordialnych. Jest to krótka opowieść o trzech postaciach o antycznych imionach symbolizujących topos skromności. Autorskim zamierzeniem było ukazanie swoich motywacji odnośnie do powstania dzieła. Pisanie o losach narodu jest tu ujęte jako przedsięwzięcie moralne i polityczne służące współczesnym oraz potomnym. Wincenty wskazuje także na księcia Kazimierza Sprawiedliwego, który zlecił mu napisanie tej kroniki.
Księga pierwsza – przedstawia pochodzenie narodu polskiego w świetle legend i podań etnogenetycznych. Wincenty poza cyklem podań wielkopolskich, napisanych już przez Galla, umieścił także cykl legend małopolskich: o Kraku zwanym Grakchem, pokonaniu smoka i założeniu miasta, o Wandzie i o podstępie Lestka z kolcami. Podania te w zamyśle miały łączyć przeszłość narodu z tradycją starożytną.
Księga druga – obejmuje okres od założenia państwa aż po konflikt Bolesława Krzywoustego ze Zbigniewem (ok. 1110).
Księga trzecia – przedstawia losy kraju pod samodzielnymi rządami Krzywoustego oraz podczas rozbicia dzielnicowego.
Księga czwarta – rozpoczyna się wstąpieniem na tron Mieszka III Starego, a urywa się w momencie opowiadania o roku 1202. Ma zupełnie inny charakter literacki. Zawiera narracje z okresu znanego mistrzowi z autopsji. Zmiana formy narracji pozwoliła ją ożywić i zdynamizować. Opowiadanie stało się bardziej dramatyczne. Wincenty był nie tylko kronikarzem, ale także apologetą Kazimierza II Sprawiedliwego. Stworzył wizerunek idealnego władcy. Opis zewnętrzny zbiega się z prezentacją zalet wewnętrznych Kazimierza II. Jego charakterystyka jest wygłaszana przez jednego z „najznakomitszych mężów”, co podnosi jej prestiż. Władca opisywany posiada zestaw „cnot oczyszczających”. Były to zalety polityczne (we współżyciu z ludźmi i w rządzeniu), oczyszczające (wyzwalające ducha od ciała, wspomagające w walce ze złem), ducha oczyszczonego oraz zalety egzemplaryczne.
Ideał władcy łączy się w Kronice polskiej z koncepcją państwa (łac. res publica) jako monarchii rządzonej na mocy prawa ustanowionego przez panujących, wybieranych przez obywateli. Łączy się to z podaniem o Grakchu.

## Utwory poetyckie
W prozaicznej narracji Kroniki znajdują się wierszowane wstawki (około 40), które z dużym prawdopodobieństwem są autorstwa Wincentego.
Wybrane utwory poetyckie w Kronice:
- Non est pudor pro dolore (Dialog poetyckie) – obszerny dialog między uosobionymi cnotami
- Spes utriusque spei – psalmodia z prośbą o potomka dla Władysława Hermana
- Aplanon axe tero – panegiryk na cześć arcybiskupa Piotra
- Nemo stupet, si stuppa perit levitate favillae – piosenka biedaka, który zostaje obdarowany złotem przez Bolesława Szczodrego
- Vincit conflictu – bajka o garnku i skale

## Styl
Styl Kroniki określa się jako trudny i ozdobny (łac. ornatus difficillis) – według stylistycznej sztuki „trudnej ozdobności” postulującej mówienie o rzeczach nie wprost, lecz poprzez stosowanie wyszukanych figur i myśli, gry słów, metafor. Chętnie używano alegorii i personifikacji.
Dialogowość trzech pierwszych ksiąg kroniki była czymś wyjątkowym w średniowiecznej historiografii. Wincenty wprowadził dwóch rozmówców uzasadniając ich wybór dojrzałym wiekiem oraz wiarygodnością gwarantującą autorytatywność ich sądów i ocen. Wobec siebie zastosował literacką konwencję świadka dialogu. Dialog kończy się wraz z księgą trzecią. Pojawia się tu topos przerwania intelektualnej biesiady z powodu wieczornego zmęczenia i senności uniemożliwiających dalszą rozmowę. Został on wprowadzony również jako aluzja do śmierci dwóch rozmówców.
Pod postaciami interlokutorów kryją się postaci historyczne. Mają to być:
- Jan (Gryfita), abp gnieźnieński[18] – jest on inicjatorem rozmowy, osobą stawiającą pytania, a następnie komentującą odpowiedzi i wzbogacającą ich treść analogiami zaczerpniętymi z historii Rzymu
- Mateusz (Cholewa), bp krakowski[18], rzekomy autor listu do św. Bernarda z Clairvaux – przypadła mu rola narratora przedstawiającego bieg wydarzeń historycznych. Nie unika jednak ocen bohaterów i formułowania sądów o państwie, prawie, sprawiedliwości itp...

Ich kwestie wzajemnie się uzupełniają, dając nie tylko obraz dziejów, ale także wykład poglądów na temat Polski. Obaj zmarli pod koniec lat 60. XII wieku.

## Edycje Kroniki
- Historia Polonica Vincentii Kadlubkonis episcopi Cracoviensis, Dobromili, in officina Ioannis Szeligae, A.D. 1612[4].
- Historia Polonica cum commentario anonymi Joannis Dlugosi seu Longini canoci quondam Cracoviensis liber XIII, Lipsiae 1712, s. 593–826.
- Vincentius Kadłubko et martinus Gallus, scriptores historiae polonae vetustissimi, cum duobus anonymis ex ms. Bibliothecae episcopalis hejlsbergensis, ed. G. Lengnich, Gedani 1749.
- Res gestae principum et regnum Poloniae per Vincentium (Kadłubkonem) saeculo XII. et XIII. Enarratae; quibus accedit chronicon Polonorum per Dzierswam saeci XII. scriptorem compositum […], ed. H. Kownacki, Varsaviae 1824.
- Magistri Vincentii Episcopi Cracoviensis Chronica Polonorum sive originale regum et principum Poloniae […], ed. A. Przeździecki, Cracoviae 1862[5].
- Magistri Vincentii qui Kadlubek vocari solet de origine et rebus gestis Polonorum libri 4, ed. A. Mułkowski, Cracoviae 1864.
- Magistri Vincentii Chronicon Polonorum, ed. A. Bielowski, [w:] Monumenta Poloniae Historica, T. 2, Lwów 1872, s. 193–453.
- Magistri Vincentii Chronicon Polonorum, ed. A. Bielowski, [w:] Monumenta Poloniae Historica, T. 2, Warszawa 1961, s. 193–453 (reprint: Lwów 1872).
- Magistri Vincentii Chronica Polonorum, edidit, praefatione notisque instruixit Marianus Plezia, [w:] Monumenta Poloniae Historica, nova series, T. 11, Kraków 1994.

## Przekłady Kroniki
- Wincentego Kadłubka, biskupa krakowskiego historia skrócona, Łowicz 1803.
- Mistrza Wincentego, zwanego Kadłubkiem, biskupa krakowskiego, Kronika polska, przeł. A. Józefczyk i M. Studziński, Kraków 1862 (przy edycji A. Przeździeckiego).
- Mistrza Wincentego Kronika Polska, tłum. K. Abgarowicz i B. Kürbis, wstęp i komentarze B. Kürbis, Warszawa 1974.
- Śćaveleva N., Polskije latinojazyćnye srednevekove istoćniki, Moskva 1990, s. 76–140 (przekład na rosyjski).
- Mistrz Wincenty (tzw. Kadłubek), Kronika polska, przeł. i oprac. B. Kürbis, Wrocław 1992. Biblioteka Narodowa, seria I, nr 227.
- Mistrz Wincenty (tzw. Kadłubek), Kronika polska, przeł. i oprac. B. Kürbis, wyd. 2 przejrzane, Biblioteka Narodowa, seria I, nr 227, Wrocław 1996 (w 1999 dodruk).
- Eduard Mühle, Die Chronik der Polen des Magisters Vincentius, WBG, Darmstadt 2014.
- Darius von Güttner-Sporzyński: The Chronicle of the Poles by Vincentius Bishop of Cracow, przygotowywane do druku w 2015.